# Entomophilie

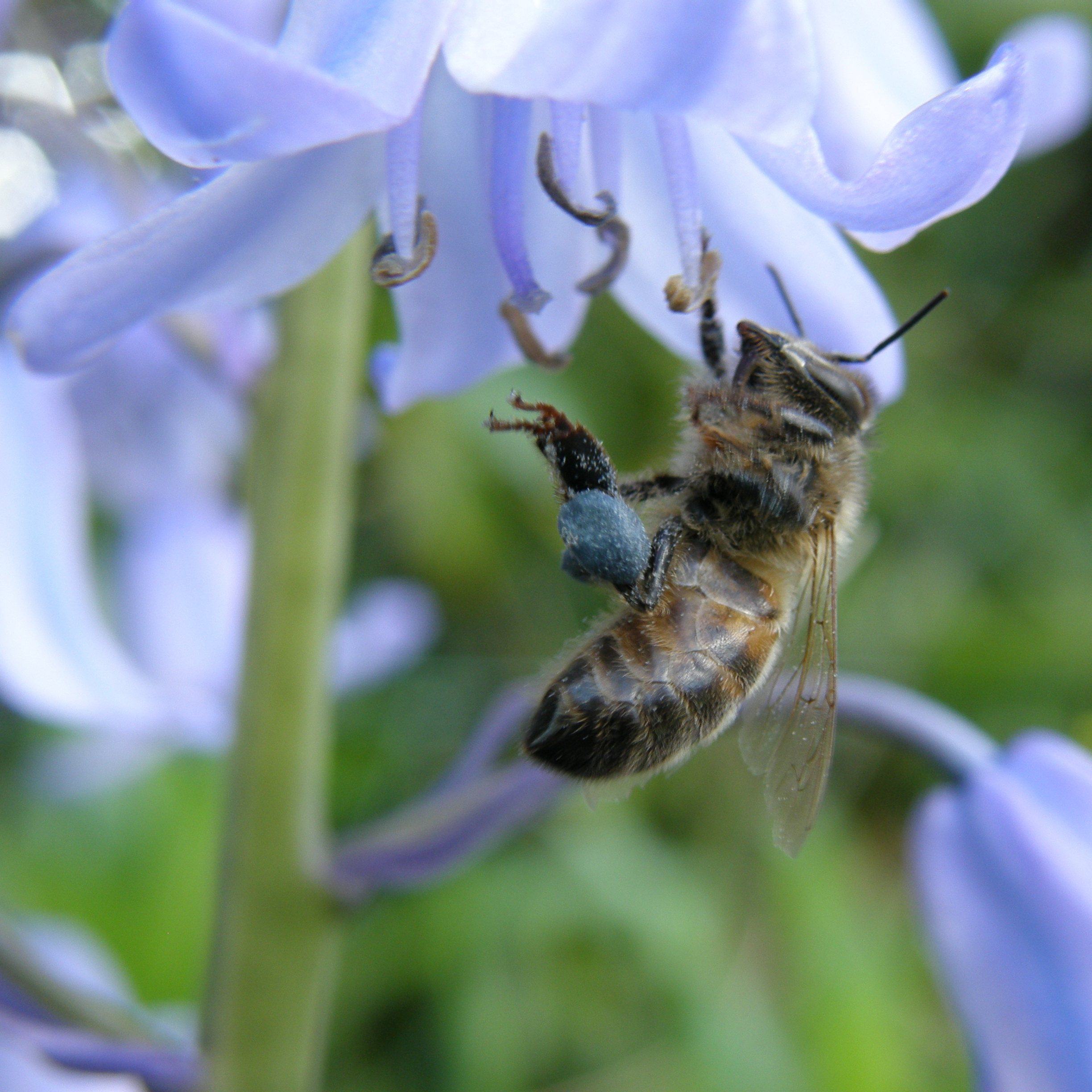
Abeille en train de butiner

L’entomophilie, appelée aussi fécondation entomophile ou entomogamie, est un mode de pollinisation dans lequel des insectes participent au transport du pollen, jusqu'au stigmate du pistil chez les angiospermes et jusqu'à l'ovule chez les gymnospermes.
Les insectes butineurs les plus aptes à assurer la pollinisation des plantes à fleurs appartiennent à l'ordre des hyménoptères, ce sont notamment les bourdons, les osmies et les abeilles élevées par les apiculteurs.
Mais d'autres insectes contribuent à la multiplication des plantes: la mouche (diptère), attirée par l'odeur de viande en décomposition qu'elle dégage, assure la multiplication de la rafflesia.
Les coléoptères pollinisent aussi des plantes, souvent avec des fleurs ternes et dégageant une odeur forte.
Les papillons (lépidoptères) ont coévolué avec les angiospermes: ils pollinisent des plantes ayant des fleurs avec une corolle (pétales) allongée, en forme de tube, et en récoltent le nectar grâce à leur trompe.

## Chez les Fonges
L'entomophilie concerne presque exclusivement la relation plante-insecte et est quasi-inexistante dans le règne des Fonges. Il existe cependant une relation similaire entre des mouches du genre Botanophila et le genre de champignon parasite de graminées Epichloe. En effet, ces organismes entretiennent une relation mutualiste où la femelle transporte les gamètes du champignon en s'en nourrissant et en les déféquant sur un autre individu où les larves de l'insecte se développent en consommant les tissus du champignon.